# Pachyrukhos
Genre
Pachyrukhos est un genre éteint de mammifères ayant vécu de l’Oligocène jusqu’au Miocène en Amérique du Sud.

## Caractéristiques
Les Pachyrukhos devaient faire environ 30 centimètres de long et ressemblaient fortement à des lapins actuels, possédant une courte queue et de longues pattes arrière.  Les Pachyrukhos étaient aussi probablement capable de sauter et avaient des crânes comme les lapins avec des dents adaptées pour manger des noix et des plantes résistantes. La complexité de leur appareil auditif dans le crâne suggère que leur sens de l’audition était très bon et qu’il avait surement de grandes oreilles. Ils auraient aussi eu de grands yeux, ce qui suggère qu’ils étaient peut-être nocturnes.
Ces similitudes sont le résultat de l’évolution convergente car, partageant les traits de lapins modernes, les Pachyrukhos remplissaient la même niche écologique.

## Liste des espèces
- Pachyrukhos moyanoi Ameghino, 1885